# Connecticut Huskies
Connecticut Huskies eller UConn Huskies är en idrottsförening tillhörande University of Connecticut och har som uppgift att ansvara för universitetets idrottsutövning.

## Idrotter

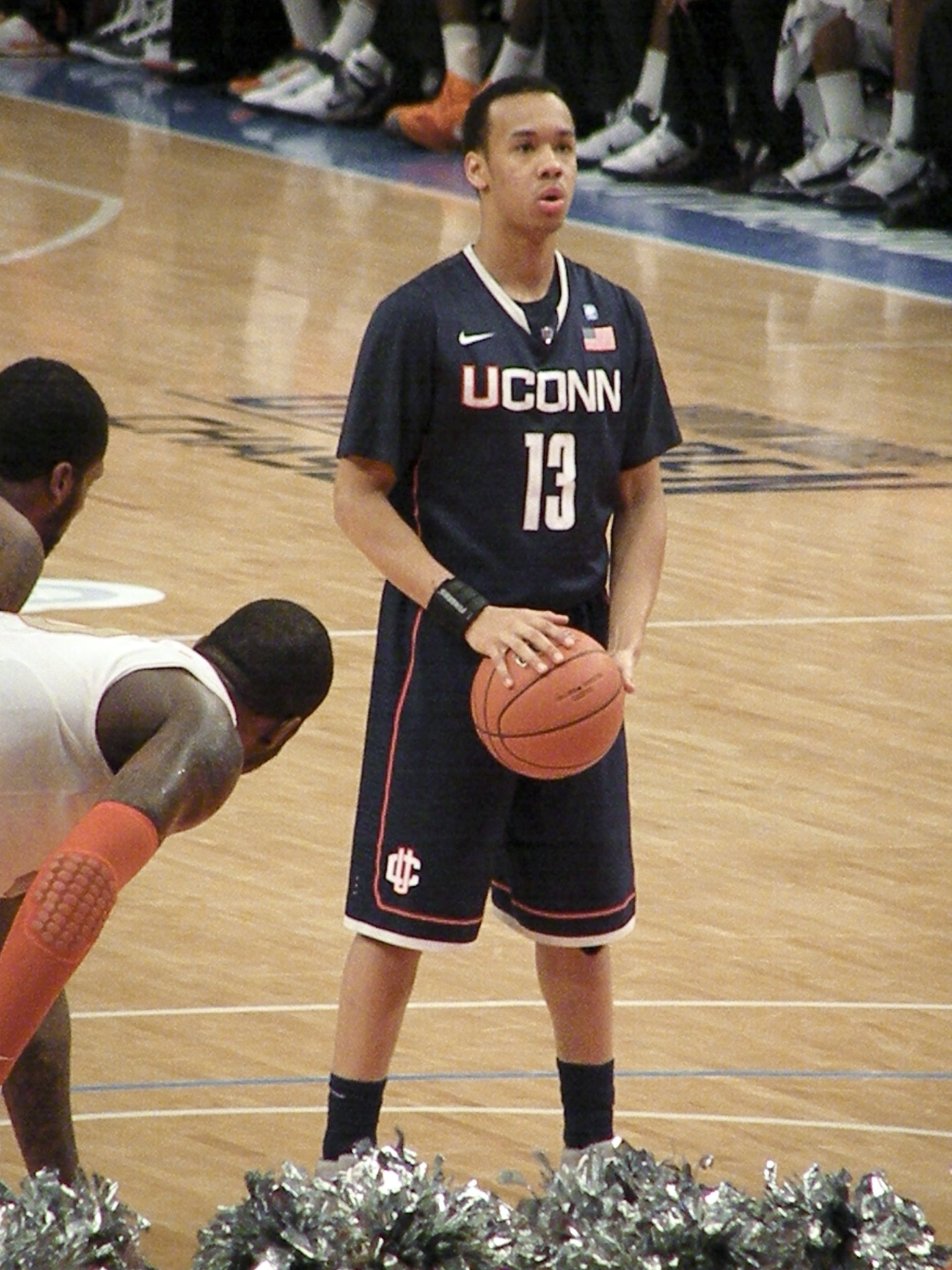
Shabazz Napier när han spelade för Huskies.

Huskies deltager i följande idrotter:
| Herrar - Amerikansk fotboll - Baseboll - Basket - Fotboll - Friidrott - Golf - Ishockey - Simning - Simhopp - Tennis - Terränglöpning | Damer - Basket - Fotboll - Friidrott - Ishockey - Landhockey - Lacrosse - Rodd - Simning - Simhopp - Softboll - Tennis - Terränglöpning - Volleyboll |

## Idrottsutövare

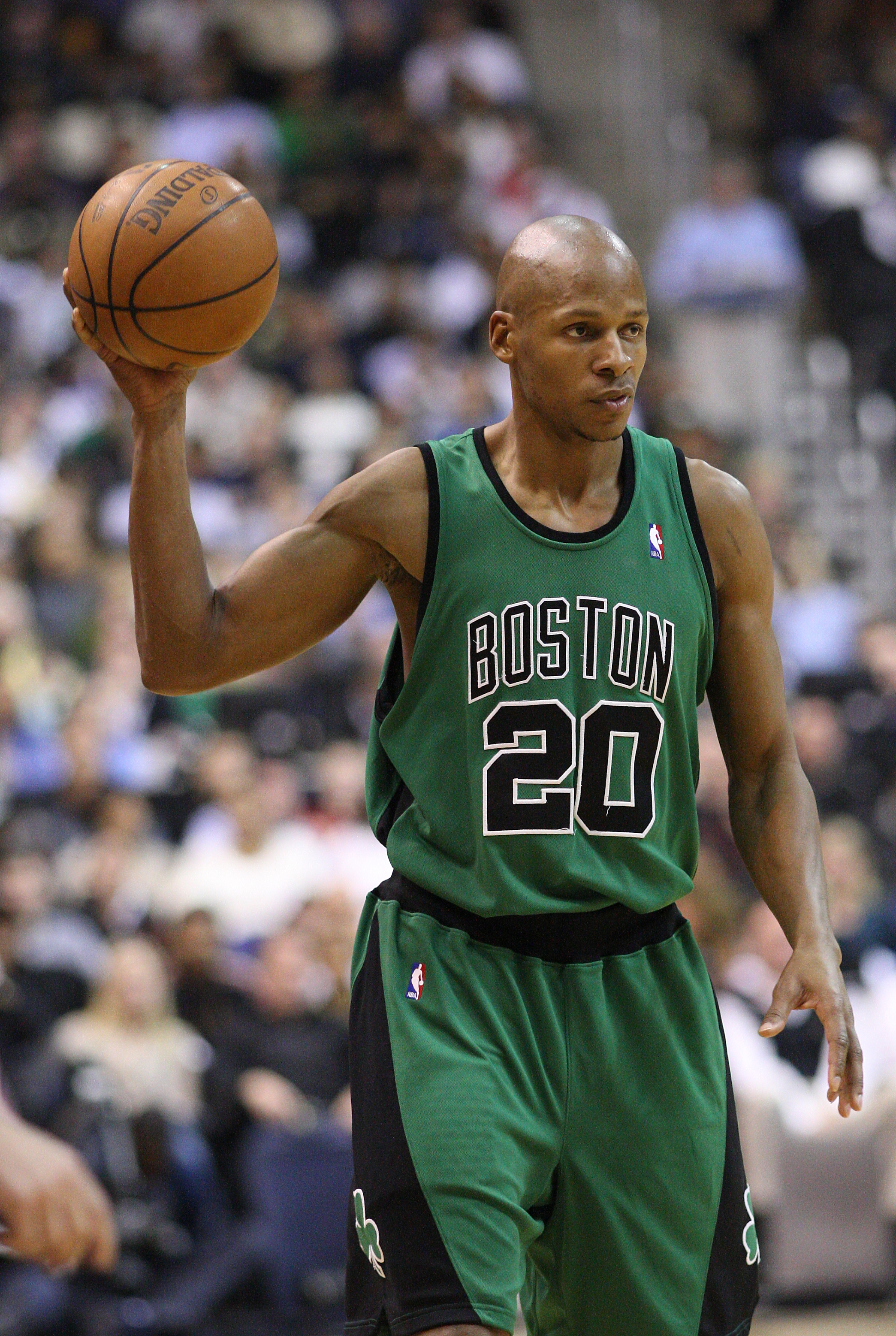
Ray Allen.

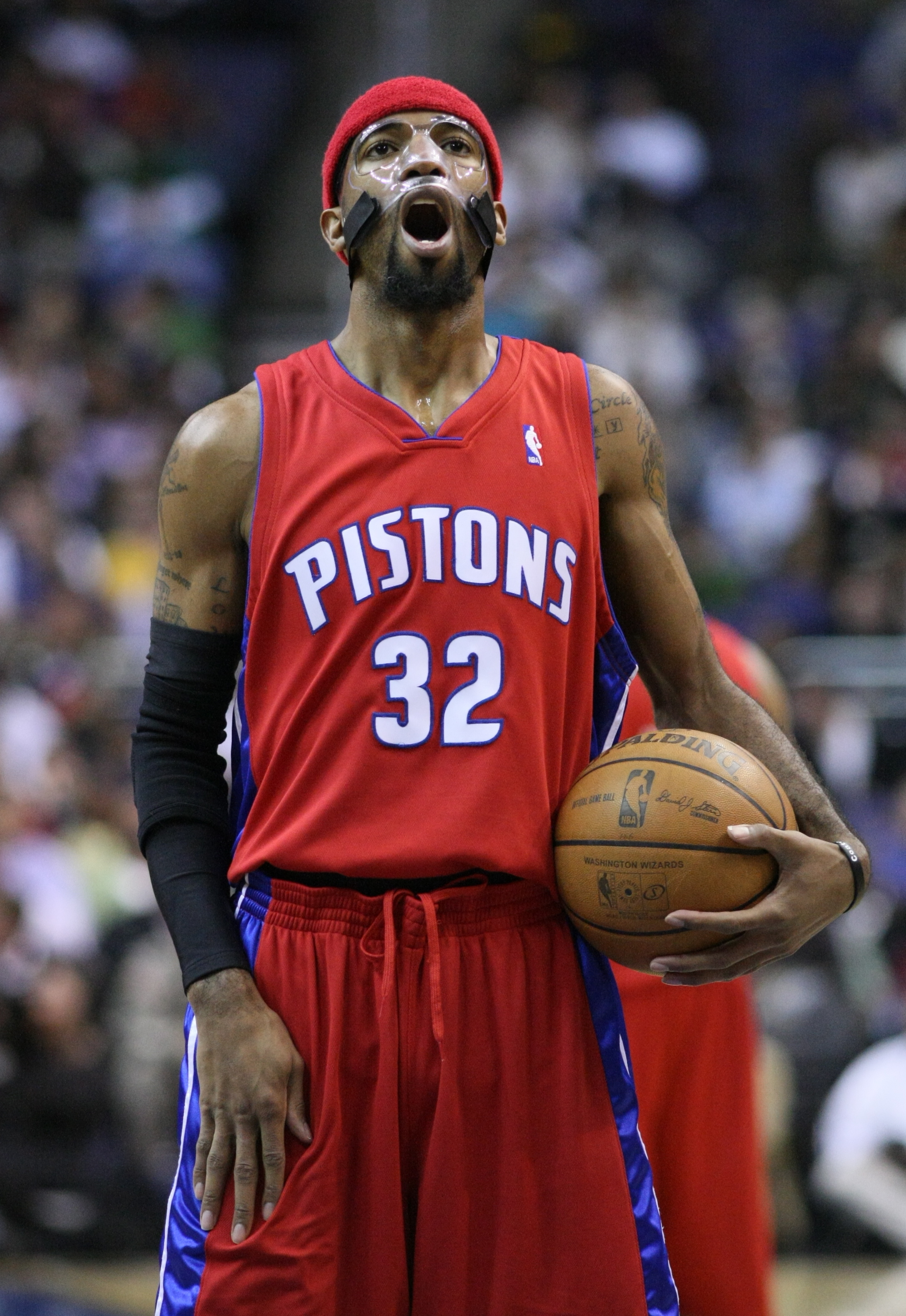
Richard Hamilton.

| Baseboll - George Springer Basket - Svetlana Abrosimova - Ray Allen - Sue Bird - Scott Burrell - Swin Cash - Stephon Castle - Tina Charles - Donovan Clingan - Andre Drummond - Rudy Gay - Ben Gordon - Richard Hamilton - Jordan Hawkins - Ruslan Iskhakov - Andre Jackson Jr. - Asjha Jones - Rebecca Lobo - Tyrese Martin - Maya Moore - Tristen Newton | - Kia Nurse - Emeka Okafor - Adama Sanogo - Cam Spencer - Breanna Stewart - Ann Strother - Diana Taurasi - Matthew Wood - Kara Wolters Fotboll - Stephanie Labbé - Sara Whalen Ishockey - Chase Bradley - Marc Gatcomb - Adam Húska - Ruslan Iskhakov - Todd Krygier - Jan Kuznetsov - Maksim Letunov - Jessica Lutz - Cole Schneider - Tage Thompson |